# Matucana madisoniorum
Matucana madisoniorum (Hutchison) G.D.Rowley es una especie de planta fanerógama de la familia Cactaceae. 

## Distribución
Es endémica de Amazonas en Perú. Es una especie común en lugares localizados.

## Descripción
Matucana madisoniorum crece generalmente solitaria y rara vez agrupada con tallo esférico aplanado a ampliamente columnar, sin brillo y de color gris-verde que alcanza un diámetro de 10 centímetros y una altura de hasta 15 centímetros. Tiene de siete a doce costillas planas y anchas . Las hasta cinco espinas de color marrón negruzco, curvadas, flexibles y ligeramente inclinadas que pueden estar ausentes, son canosas con la edad y de hasta 3 centímetros de largo. La flor con  forma de embudo estrecho, es de color rojo anaranjado  de 8 a 10 centímetros de largo y tiene un diámetro de 4 a 5,5 centímetros. Los frutos son peludos, esféricos y alcanzan un diámetro de hasta 2 centímetros.

## Taxonomía
Matucana madisoniorum fue descrito por (Hutchison) G.D.Rowley y publicado en Repertorium Plantarum Succulentarum 22: 10. 1971.
Etimología
Matucana: nombre genérico que fue nombrado por la ciudad de Matucana.
madisoniorum epíteto otorgado en honor del Fiscal Federal Marshall Pierce Madison (1895-1977), su esposa Elena Eyre Madison y el Fondo Madison en San Francisco por el apoyo a la Universidad de California.

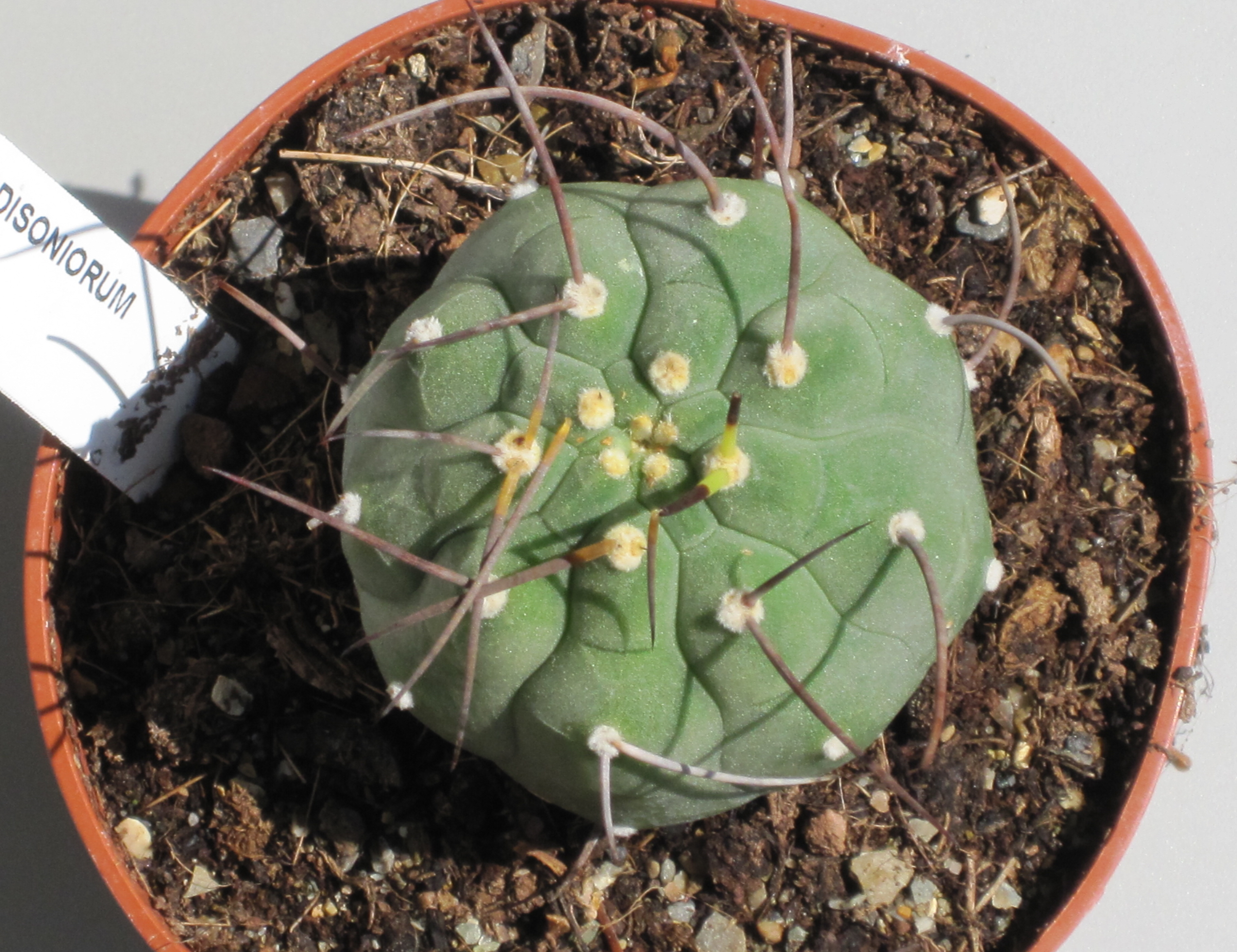
Matucana madisoniorum

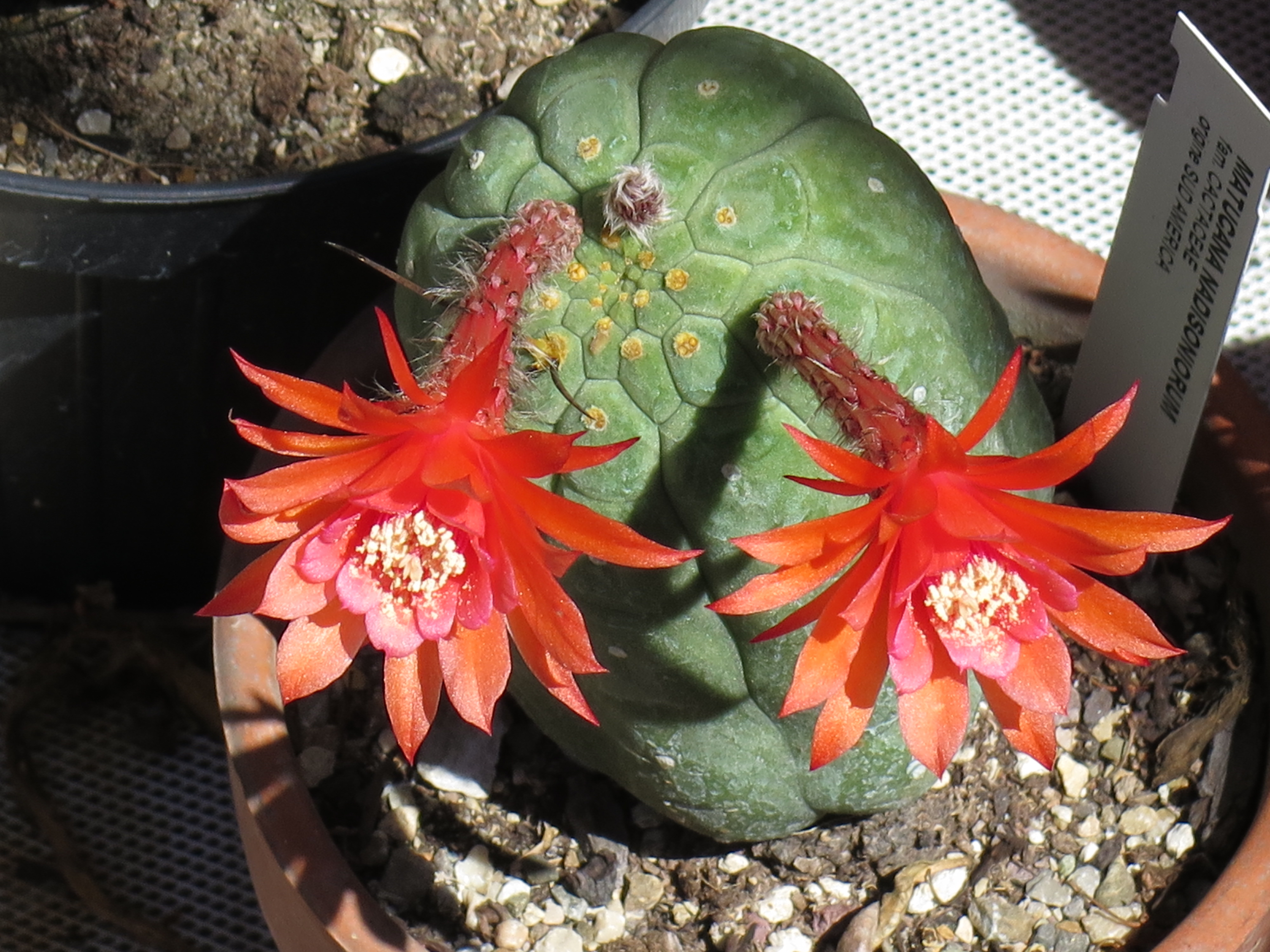
Flor de Matucana madisoniorum

Sinonimia
- Borzicactus madisoniorum
- Submatucana madisoniorum
- Loxanthocereus madisoniorum
- Eomatucana madisoniorum